# Vittorio Rosa

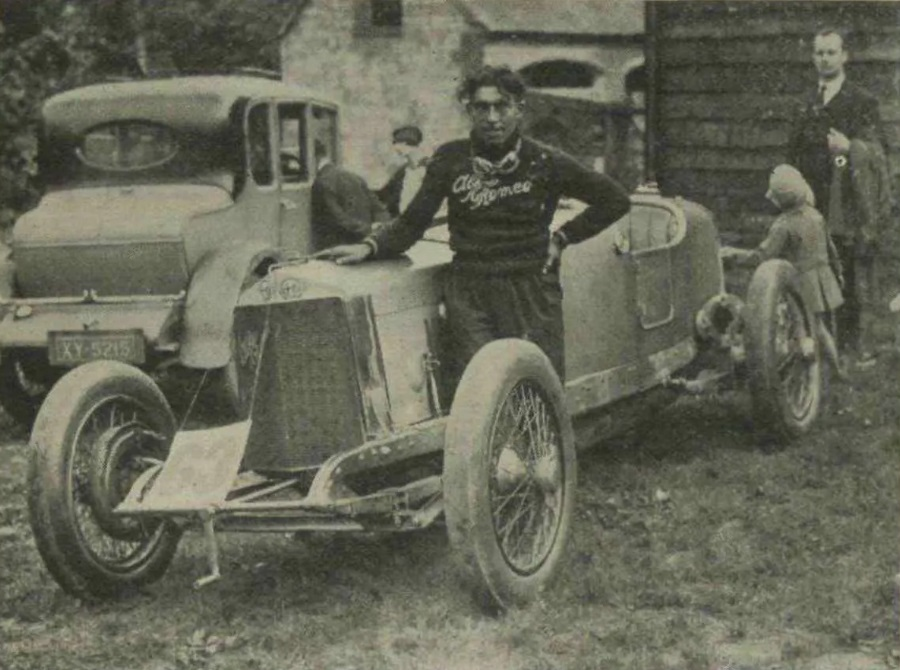
Vittorio Rosa vor seinem Alfa Romeo beim Bergrennen von Shelsley Walsh, 1926

Vittorio „Victorio“ Rosa (* 23. April 1896 in Mailand; † unbekannt) war ein italienisch-argentinischer Automobilrennfahrer.

## Werdegang
Rosa nahm 1924 auf einem Alfa Romeo RL Targa Florio am August Bank Holiday Meeting in Brooklands, Surrey teil. Am 19. Juni 1925 gewann er auf einem privat eingesetzten Alfa Romeo RL Super Sport die Eifelrundfahrt um Nideggen in der Eifel. Er absolvierte die 498 km lange Strecke in 6 Stunden, 54 Minuten und 48 Sekunden und hatte im Ziel etwa dreieinhalb Minuten Vorsprung auf den zweitplatzierten Walter Kaufmann auf Steiger.
Im Jahr 1926 wurde Rosa von Alfa Romeo zu Werbezwecken mit einem Alfa Romeo P2  nach Argentinien geschickt. Er absolvierte mit dem Wagen zwei Rennen: auf dem General-San-Martín-Oval in Buenos Aires siegte er und in Rafaela schied er mit Reifenschaden aus. Rosa übersiedelte in der Folge nach Argentinien und eröffnete eine Werkstatt. Er blieb im Motorsport aktiv und nahm unter argentinischer Rennlizenz bis mindestens 1950 in Südamerika an Rennen teil. Unter anderem wurde er Dritter beim Grande Prêmio da Cidade de Rio de Janeiro 1934 und Fünfter beim Grande Prêmio da Cidade de São Paulo 1936.